# Гамовы
Гамовы — древний дворянский род.
Род восходит к концу XVI века и рано разделился на две ветви:
1. Потомки Тараса Осиповича Гамова служившего по Белёву и его сына Евстигнея, боярского сына (1639). Род записан в VI часть родословной книги Тульской губернии.
2. Потомки Степана Пахомовича Гамова, испомещённого (1634). Род записан в VI часть родословной книги Курской губернии.

Есть ещё несколько дворянских родов Гамовых, того же происхождения, но не доказавших своего древнего происхождения.

## История рода
Василий Собинин, Василий Алексеевич и Яков Гамовы владели дворами в Туле и поместьями в Тульском уезде (1587). Венёвец Григорий Афанасьевич служил по Белёву (1591). Осип Гамов в конце XVI столетия служил по Белёву, потомки его внесены в родословную книгу Тульской губернии.
В XVII столетии Гамовы служили в городовых дворянах, рейтарах и копейщиках. Никифор Евстигнеевич подключник Сытного дворца. Игнатий и Мирон Гамовы владели поместьями в Ливенском уезде (ранее 1613). Парфён Яковлевич участник Чигиринского похода (1678).
Иов Власьевич владел населённым имением (1699).